# دهستان مه‌ولات جنوبی
مه‌ولات جنوبی، دهستانی است به مرکزیت روستای مهنه از توابع بخش مرکزی شهرستان مه‌ولات در استان خراسان رضوی ایران. این دهستان دارای 48 روستا است.

## جمعیت
براساس سرشماری سال ۱۳۹۰جمعیت آن ۷۸۹۰نفر (۲۲۷۹ خانوار) بوده‌است.